# Trends in Biochemical Sciences
Trends in Biochemical Sciences, abgekürzt Trends Biochem. Sci. gehört zu einer Reihe von wissenschaftlichen Zeitschriften, die vom Cell Press-Verlag veröffentlicht wird. Die erste Ausgabe erschien 1976. Derzeit werden zwölf Ausgaben im Jahr veröffentlicht.
Die Zeitschrift veröffentlicht Reviewartikel aus den Bereichen Biochemie, Biophysik und Molekularbiologie.
Der Impact Factor lag im Jahr 2019 bei 14,732. Nach der Statistik des ISI Web of Knowledge wurde das Journal 2014 in der Kategorie Biochemie und Molekularbiologie an neunter Stelle von 289 Zeitschriften geführt.
Chefredakteurin ist Sannie Culbertson, die bei der Zeitschrift angestellt ist.